# Neoscortechinia philippinensis
Neoscortechinia philippinensis är en törelväxtart som först beskrevs av Elmer Drew Merrill, och fick sitt nu gällande namn av P.C.van Welzen. Neoscortechinia philippinensis ingår i släktet Neoscortechinia och familjen törelväxter. Inga underarter finns listade i Catalogue of Life.